# Kreis Stuhm

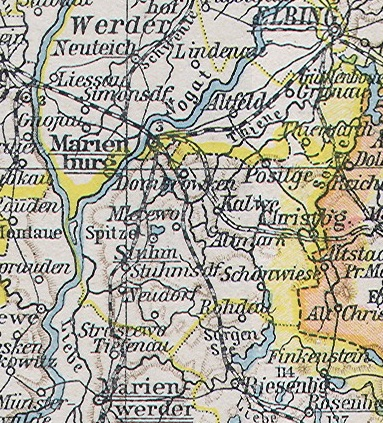
Der Kreis Stuhm in den Grenzen von 1818 bis 1945

Provinz Westpreußen mit beiden Regierungsbezirken
Regierungsbezirk Danzig
Regierungsbezirk Marienwerder

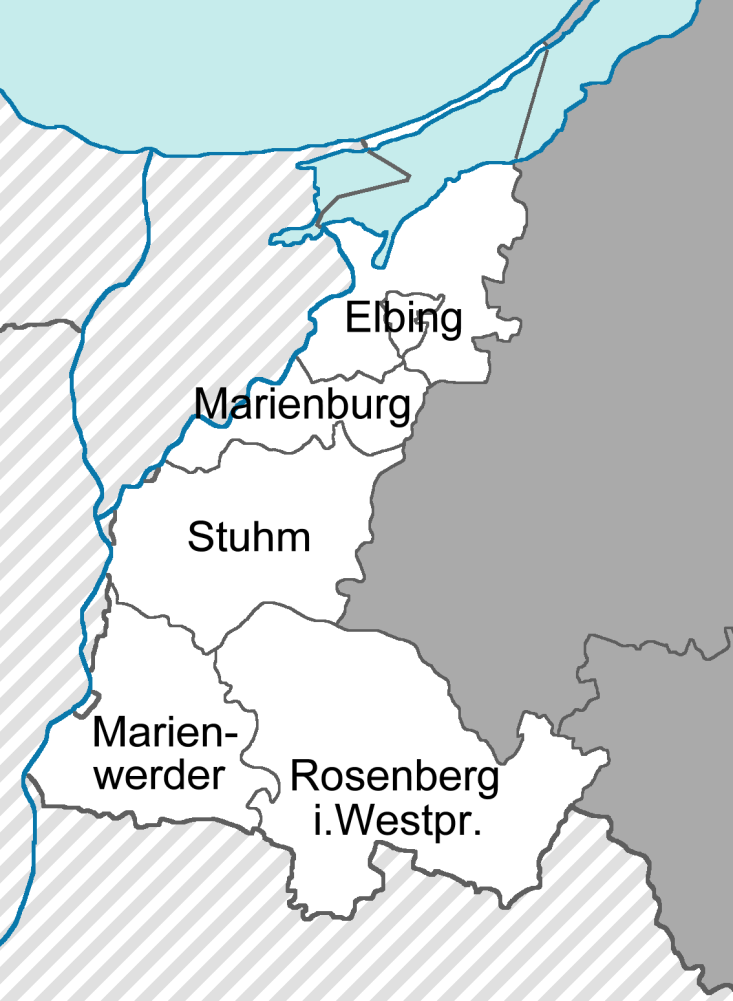
Der Regierungsbezirk Westpreußen, Stand 31. August 1939

Der Kreis Stuhm war ein Landkreis, der zwischen 1818 und 1945 in Preußen bestand. Er gehörte zu dem Teil von Westpreußen, der nach dem Ersten Weltkrieg im Deutschen Reich verblieb und seitdem zur Provinz Ostpreußen gehörte. Heute liegt das ehemalige Kreisgebiet in der polnischen Woiwodschaft Pommern.

## Verwaltungsgeschichte
Das Gebiet des Kreises Stuhm kam durch die erste polnische Teilung 1772 zu Preußen und gehörte bis 1818 zum Kreis Marienburg.
Durch die preußische Provinzialbehörden-Verordnung vom 30. April 1815 und ihre Ausführungsbestimmungen kam das Gebiet zum Regierungsbezirk Marienwerder der Provinz Westpreußen. Im Rahmen einer umfassenden Kreisreform im Regierungsbezirk Marienwerder wurde zum 1. April 1818 aus dem Südteil des Kreises Marienburg der neue Kreis Stuhm gebildet. Er umfasste die Städte Christburg und Stuhm, die Intendantur Stuhm, das Domänenamt Christburg sowie 63 adlige Güter. Sitz des Landratsamtes des neuen Kreises wurde die Stadt Schwetz. Das Landratsamt war zunächst in Christburg, wurde aber 1822 nach Stuhm verlegt.
Vom 3. Dezember 1829 bis zum 1. April 1878 waren Westpreußen und Ostpreußen zur Provinz Preußen vereinigt, die seit dem 1. Juli 1867 zum Norddeutschen Bund und seit dem 1. Januar 1871 zum Deutschen Reich gehörte.
Mit Inkrafttreten des Versailler Vertrages am 10. Januar 1920 und der damit verbundenen Auflösung der Provinz Westpreußen wurde der Kreis Stuhm zunächst dem Oberpräsidenten in Königsberg i. Pr. unterstellt. Zur Vorbereitung der Volksabstimmung über die zukünftige Zugehörigkeit des Kreises wurde das zu 42 Prozent polnischsprachige Kreisgebiet (1910) wenig später der Interalliierten Kommission für Regierung und Volksabstimmung in Marienwerder unterstellt. In der Volksabstimmung am 1. Juli 1920 entschieden sich 80 Prozent der Teilnehmer für einen Verbleib des Kreises im Deutschen Reich. Damit endete am 16. August 1920 die Unterstellung des Kreises Stuhm unter die Interalliierte Kommission. Am 1. Juli 1922 wurde der Kreis Stuhm in die Provinz Ostpreußen eingegliedert. Der Regierungsbezirk „Marienwerder“ erhielt aus Traditionsgründen den Namen „Westpreußen“. Der Sitz des Regierungspräsidenten blieb weiterhin in Marienwerder.
Zum 1. September 1924 wurden die Landgemeinden Tessensdorf und Willenberg aus dem Kreis Stuhm in die Stadt Marienburg im gleichnamigen Kreis eingegliedert. Zum 30. September 1928 fand im Kreis Stuhm entsprechend der Entwicklung im übrigen Preußen eine Gebietsreform statt, bei der alle Gutsbezirke aufgelöst und benachbarten Landgemeinden zugeteilt wurden.
Am 26. Oktober 1939 wurde der Kreis Stuhm Teil des neugebildeten Reichsgaus Westpreußen, später Danzig-Westpreußen und des neuen Regierungsbezirks Marienwerder. 
Am 23. Januar 1945 erhielten die meisten Ortschaften des Kreises den Befehl zur Evakuierung. Im Frühjahr 1945 eroberte die Rote Armee das Kreisgebiet und unterstellte es ab April 1945 der Verwaltung der Volksrepublik Polen. Die Bevölkerung des Kreises wurde in der Folgezeit größtenteils vertrieben.
Die Patenschaft für den ehemaligen Kreis Stuhm übernahm nach dem Krieg der Landkreis Bremervörde in Niedersachsen, nach der Kommunalreform und der daraus resultierenden Zusammenlegung mit dem benachbarten Landkreis Rotenburg (Wümme) übernahm dieser die Patenschaft.

## Bevölkerung
Im Folgenden eine Übersicht mit offiziellen Angaben zu Einwohnerzahl, Konfessionen und Sprachgruppen:
| Jahr                                          | 1821             | 1831             | 1852              | 1861              | 1871              | 1890                | 1900              | 1910              | 1925              | 1933              | 1939             |
| Einwohner                                     | 22.989           | 27.125           | 36.446            | 38.751            | 40.261            | 36.085              | 36.381            | 36.527            | 36.682            | 38.301            | 40.222           |
| Evangelische Katholiken Juden                 | 7.733 14.156 373 | 8.920 16.977 414 | 12.897 21.938 600 | 13.627 23.764 604 | 13.598 25.356 528 | 12.243 22.859 340   | 12.193 23.360 261 | 11.843 23.878 188 | 15.265 21.116 149 | 15.836 22.218 143 | 16.926 22.706 11 |
| deutschsprachig zweisprachig polnischsprachig |                  | 21.700 - 5.425   | 20.731 - 15.715   | 22.475 - 16.276   |                   | 20.792 1.471 13.819 | 22.157 954 13.253 | 20.923 23 15.560  |                   |                   |                  |

## Politik

### Landräte
- 1818–182700Xaver von Lyskowski
- 1827–185000Heinrich Georg Eduard Graf von Rittberg
- 1851–185800Hermann von Wallenrodt
- 1858–186700Heinrich von Rittberg
- 1867–187300Ludwig von Geldern
- 1873–187400Karl Gustav Hoppe
- 1874–188000Eugen von Steinmann
- 1880–189200Max Wessel
- 1893–189900Kurt von Schmeling
- 1900–190400Klaus von der Osten
- 1904–192200Walter Gottfried von Auwers
- 1923–192800Josef Fischenich
- 1928–193300Alois Zimmer
- 1933–194500Artur Franz

### Kommunalverfassung
Der Kreis Stuhm gliederte sich in die Städte Christburg und Stuhm, in Landgemeinden und – bis zu deren Auflösung im Jahre 1928 – in Gutsbezirke. Mit Einführung des preußischen Gemeindeverfassungsgesetzes vom 15. Dezember 1933 gab es ab dem 1. Januar 1934 eine einheitliche Kommunalverfassung für alle preußischen Gemeinden. Mit Einführung der Deutschen Gemeindeordnung vom 30. Januar 1935 trat zum 1. April 1935 im Deutschen Reich eine einheitliche Kommunalverfassung in Kraft, wonach die bisherigen Landgemeinden nun als Gemeinden bezeichnet wurden. Alle Gemeinden mit Ausnahme der beiden Städte waren in Amtsbezirken zusammengefasst. Eine neue Kreisverfassung wurde nicht mehr geschaffen; es galt weiterhin die Kreisordnung für die Provinzen Ost- und Westpreußen, Brandenburg, Pommern, Schlesien und Sachsen vom 19. März 1881.

### Wahlen
Im Deutschen Reich bildete der Kreis Stuhm zusammen mit dem Kreis Marienwerder den Reichstagswahlkreis Marienwerder 1. Der Wahlkreis wurde bei allen Reichstagswahlen von nationalliberalen oder konservativen Kandidaten gewonnen.

## Städte und Gemeinden

### Städte und Gemeinden 1945
Zum Ende seines Bestehens im Jahr 1945 umfasste der Kreis zwei Städte sowie 65 weitere Gemeinden:
| - Altendorf - Altmark - Ankemitt - Baalau - Baumgarth - Blonaken - Bönhof - Braunswalde - Bruch - Budisch - Christburg, Stadt - Deutsch Damerau - Dietrichsdorf - Georgensdorf - Groß Brodsende - Großwaplitz - Grünhagen | - Güldenfelde - Heinrode - Hohendorf - Honigfelde - Iggeln - Jordansdorf - Kalsen - Kalwe - Kammerau - Kiesling - Klein Brodsende - Konradswalde - Laabe - Laase - Lichtfelde - Losendorf - Mahlau | - Menthen - Mirahnen - Montauerweide - Morainen - Neudorf - Neuhöferfelde - Neumark - Neunhuben - Niklaskirchen - Pestlin - Peterswalde - Pirklitz - Polixen - Portschweiten - Posilge - Preußisch Damerau - Ramten | - Rehhof - Rudnerweide - Sadlacken - Schönwiese - Schroop - Stangenberg - Stuhm, Stadt - Teschendorf - Tiefensee - Tragheimerweide - Trankwitz - Troop - Usnitz - Wadkeim - Wargels - Weißenberg |

### Vor 1945 aufgelöste Gemeinden
- Bruch’sche Niederung, 1928 zu Bruch
- Czewskawolla, 1928 zu Bruch
- Groß Schardau, 1928 zu Montauerweide
- Groß Usznitz, 1912 zu Usnitz
- Hospitalsdorf, 1928 zu Hohendorf
- Klein Baalau, 1928 zu Baalau
- Klein Schardau, 1938 zu Rudnerweide
- Klein Usznitz, 1912 zu Usnitz
- Neuhof, 1927 zu Neuhöferfelde
- Parpahren, 1928 zu Usnitz
- Pulkowitz, 1928 zu Watkowitz
- Rosenkranz, 1928 zu Weißenberg
- Schulzenweide, 1928 zu Bönhof
- Schweingrube, 1928 zu Tragheimerweide
- Stuhm Vorschloß, 1909 zu Stuhm
- Stuhmsdorf, 1913 zu Stuhm
- Tessensdorf, 1924 zu Marienburg
- Willenberg, 1924 zu Marienburg
- Zwanzigerweide, 1928 zu Tragheimerweide

### Ortsnamen
In einigen Fällen wurden nicht typisch deutsche Ortsnamen in den 1930er Jahren abgeändert und erhielten eine lautliche Angleichung oder Übersetzung:
- Barlewitz → Wargels
- Czewskawolla → Petersbruch
- Jordanken → Jordansdorf
- Kollosomp → Kalsen
- Kommerau → Kammerau
- Mlecewo → Heinrode
- Nikolaiken → Niklaskirchen
- Sadluken → Sadlacken
- Straszewo → Dietrichsdorf
- Watkowitz → Wadkeim